# Vilkitskijsundet

Engelsk karta som visar sundets läge.

Vilkitskijsundet (ryska: пролив Вилькицкого) är ett sund beläget mellan Tajmyrhalvön i syd och Bolsjevikön i norr, båda tillhörande Ryssland. Bolsjevikön (ryska: о́стров Большеви́к, uttal: [ˈostrəf bəlʲʂɨˈvʲik]) är den sydligaste och näst största ön i ögruppen Severnaja Zemlja.
Vilkitskijsundet binder samman de båda randhaven Karahavet och Laptevhavet. Sundet är 104 km långt och omkring 55 km brett. Djupet varierar mellan 32 och 210 m. Sundet är ofta täckt med drivis och isberg året runt. Vilkitskijsundet upptäcktes 1913 av en rysk hydrografisk expedition ledd av Boris Vilkitskij, som sundet fick sitt namn efter år 1918.
Vilkitskijsundet är det nordligaste sundet i Rysslands norra havsrutt, och den svåraste passagen längs rutten.